# Novo Selo, Mačva
Novo Selo  este o localitate în partea de vest a Serbiei în Districtul Mačva. Aparținea dministrativ de comuna Vladimirci. La recensământul din 2002 avea 106 locuitori.